# Torenuurwerk

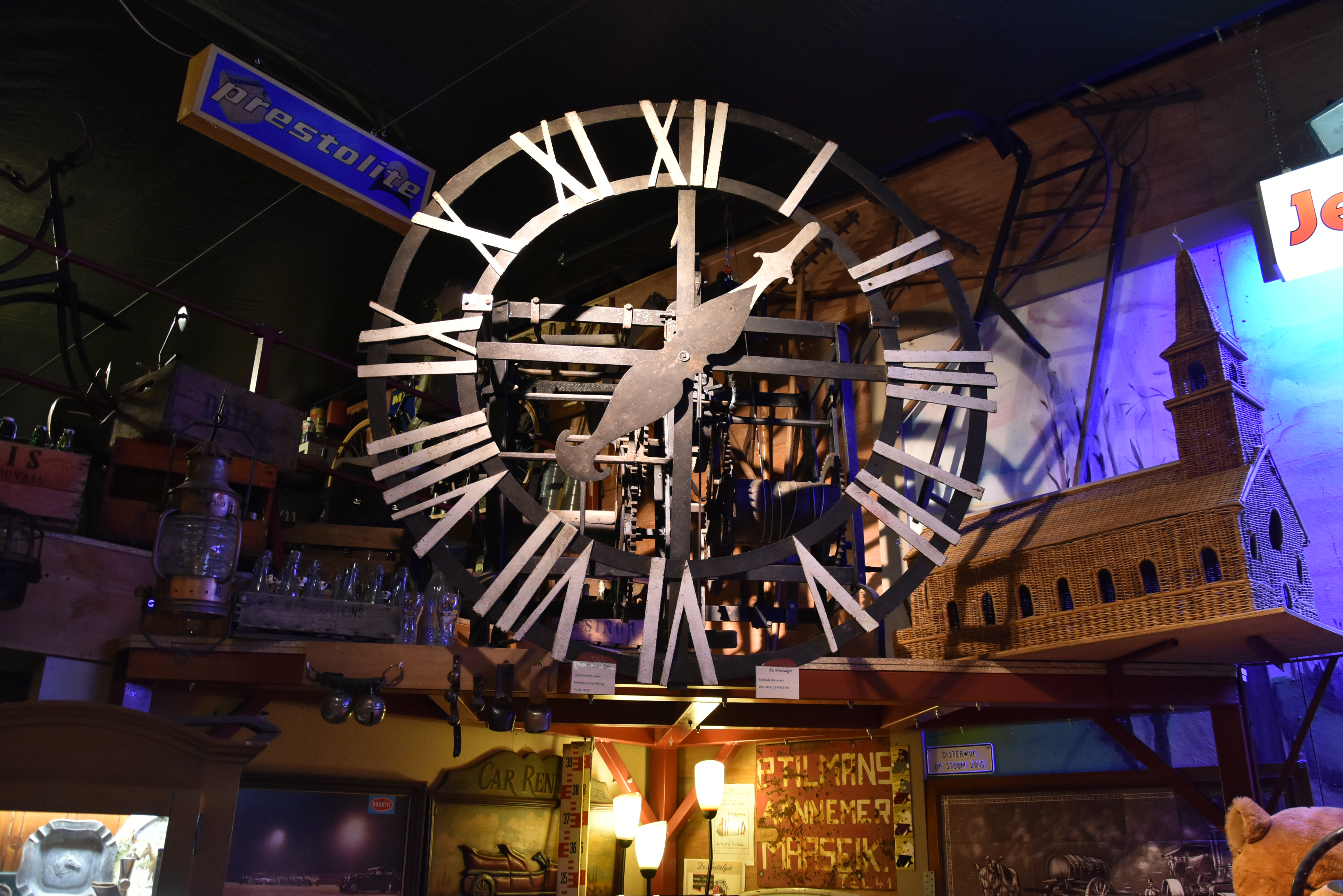
Een werkend torenuurwerk in het Landbouwmuseum De Nostalgie - oorspronkelijk in de kerk van Stein en later in Vucht

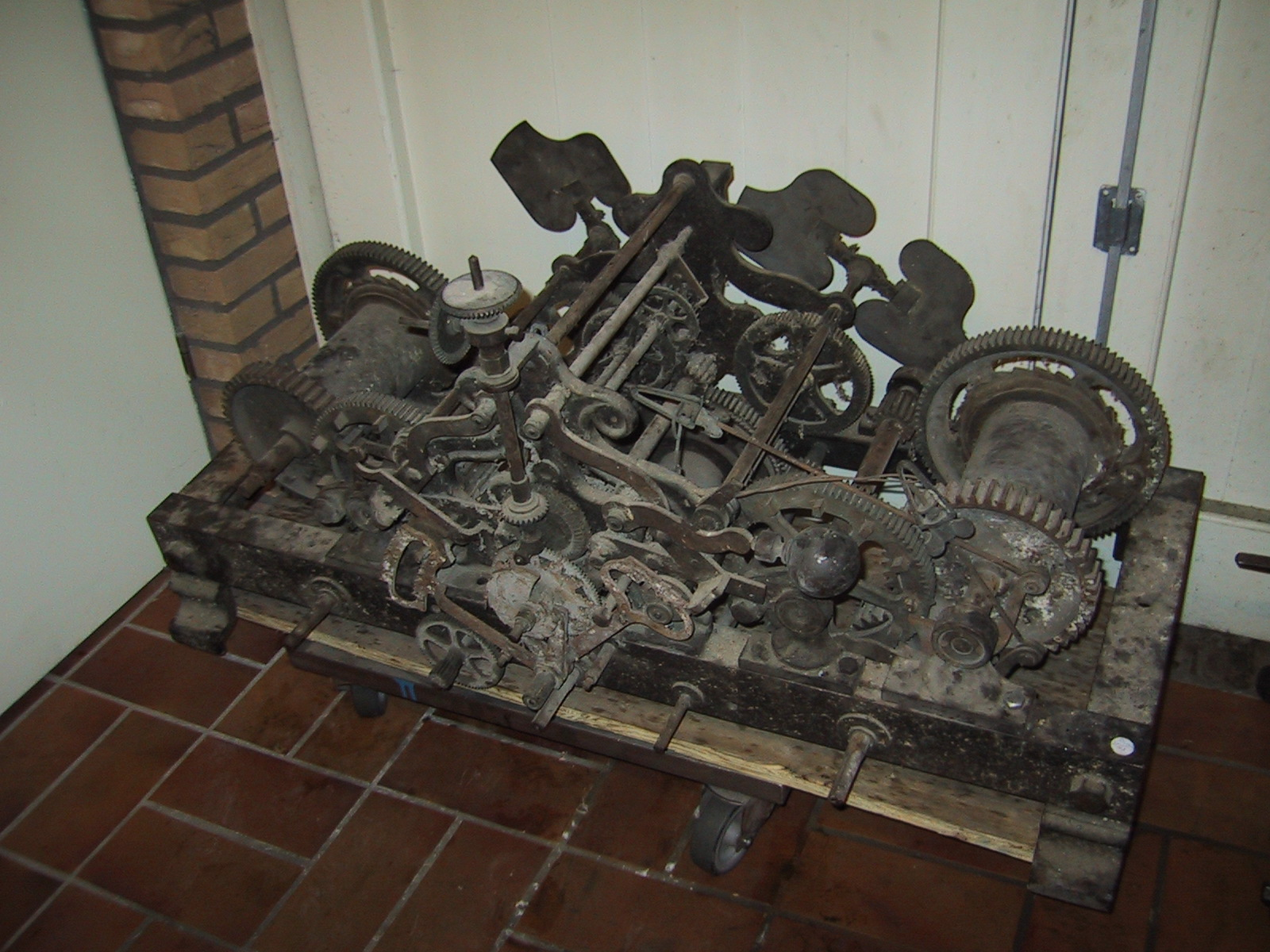
Verwaarloosd torenuurwerk

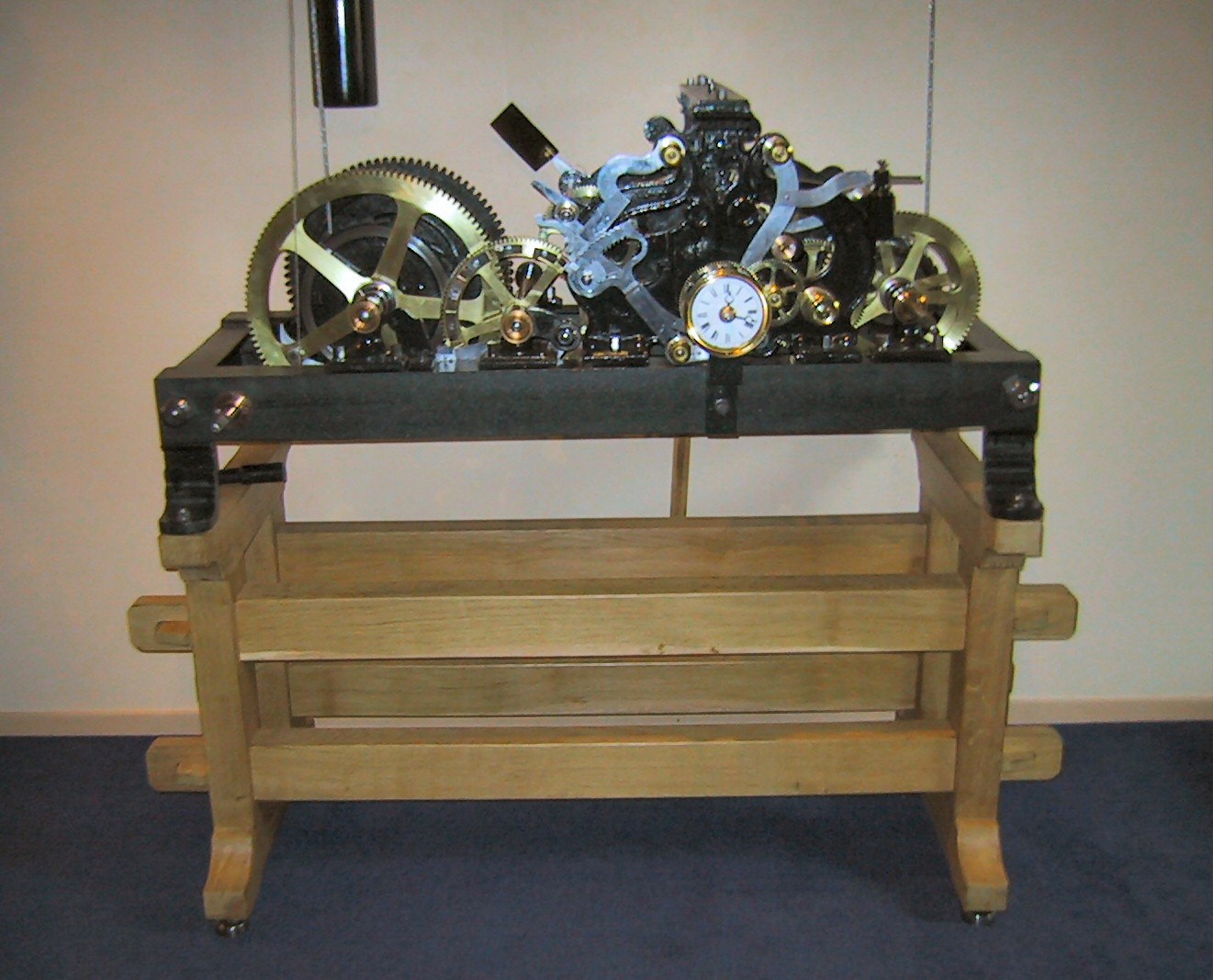
Gerestaureerd torenuurwerk

Een torenuurwerk is een uurwerk dat onder meer gebruikt wordt in kerken en kloosters om de tijd aan te geven. Het slaguurwerk laat op elk vol uur horen hoe laat het is; veel torenuurwerken produceren tot zelfs op het kwartier een belgeluid.

## Geschiedenis
Wie precies het torenuurwerk heeft uitgevonden is niet bekend. De eerste torenuurwerken, eind 13e eeuw, gaven slechts een signaal op gezette tijden, bijvoorbeeld om de gebedstijden in het klooster aan te kondigen. In het midden van de 15e eeuw verschenen de eerste torenuurwerken met wijzerplaat. Deze torenuurwerken vervulden een belangrijke rol in het dagelijks leven, onder andere voor het aangeven van begin- en eindtijden van markten en betaalde arbeid. Ook voor het openen en sluiten van de stadspoorten was een nauwkeurige tijdmeting noodzakelijk.

Torenuurwerken werden aanmerkelijk verbeterd door Christiaan Huygens in de 17e eeuw. Hij was de uitvinder van het slingeruurwerk, hetgeen een meer zuivere tijdmeting tot gevolg had. Dit werd voor het eerst toegepast op de toren van de Oude kerk in Scheveningen. Vandaar dat dit systeem het Scheveningse-systeem wordt genoemd. Eerder liepen de torenuurwerken met een foliot, een soort van horizontale balans met gewichtjes die men kon verschuiven om het sneller of trager lopen van het uurwerk te bewerkstelligen. De foliot werd boven het uurwerk aangedreven door een spillegang-systeem, wat de tijd door heen en weer te draaien liet ontsnappen via lepels tegen een tandwiel. De slinger met ankergang had tot gevolg dat de tijdafwijking werd terug gebracht tot enkele minuten per etmaal afhankelijk van de temperatuur; voor die tijd kon deze afwijking wel oplopen tot een half uur per etmaal. De tijd werd gelijk gezet om twaalf uur 's middags als de zon precies in het zuiden stond. Meestal zat ergens in de toren een raampje waardoor de zon binnen viel op een afgetekende plaats in de toren. Op de Zuidertoren in Enkhuizen zitten deze raampjes voor dit doel nog steeds in de wijzerplaat aan de zuidkant van de toren. Het was dus overal in Nederland op een ander tijdstip twaalf uur. Deze toren heeft trouwens heel bijzondere cijfers op de wijzerplaten in Latijn. Zo wordt de vijf als Q (6 = QI;7 = QII; en 8 = QIII) weergegeven. Q van quintus?  

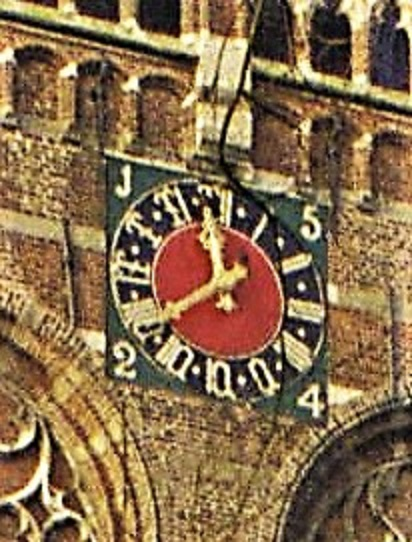
Wijzerplaat in Enkhuizen Zuidertoren Oostzijde met afwijkende cijferring

## De grootste wijzerplaten ter wereld
De grootste wijzerplaten ter wereld maken deel uit van de Elizabeth Tower waarin de grote klok Big Ben hangt in Londen. De toren heette tot 2012 St. Stephenstoren maar wordt in de volksmond Big Ben genoemd.
Voordien had de Sint-Romboutstoren in Mechelen grotere wijzerplaten. Van 15 augustus tot 17 oktober 1707 werden deze wijzerplaten gemonteerd. Sinds een Duitse beschieting in de Eerste Wereldoorlog werkt het wijzerwerk niet meer en in 1963 werden bij de laatste restauratie van de toren de resten van de wijzerplaten verwijderd. Men deed pogingen deze grootste wijzerplaten ter wereld weer aan te brengen. Maar bij een referendum met voor- en tegengeluiden vanuit de bevolking in 2014 werden de nieuwe wijzerplaten weg gestemd. Het uurwerk en de speeltrommel zijn al in maart 2009 gerestaureerd door de torenwachter Nick Vanhaute. Het publiek kan de toren bestijgen om het uurwerk en de werkende speeltrommel, die als een van de meest perfect werkende ter wereld wordt beschouwd, te bewonderen.